# 653 TCN
653 TCN là một năm trong lịch La Mã.